# Juan Gaspar Enríquez de Cabrera y Sandoval
Juan Gaspar Enríquez de Cabrera (10 de julio de 1625- 15 de septiembre de 1691) fue X almirante de Castilla, VI duque de Medina de Rioseco y VIII conde de Melgar.  Perteneció al importante linaje de los Enríquez. 

## Biografía
Fue hijo de Juan Alfonso Enríquez de Cabrera y Luisa de Sandoval y Padilla. Fue un destacado poeta y gran conocedor del arte de la tauromaquia. Se le atribuye el libro Fragmentos del ocio, aparecido como anónimo en 1668, que además de las famosas Reglas del torear, contiene buen número de composiciones.
Mecenas de artistas como Juan de Alfaro y Gámez y José Antolínez, fue un excelente  coleccionista, reuniendo en su palacio situado junto al actual paseo de Recoletos una muy notable colección de pintura, ordenada con modernos criterios museísticos.

### Matrimonio e hijos
Casó con Elvira Álvarez de Toledo Osorio Ponce de León, hija de Fadrique Álvarez de Toledo Osorio, I marqués de Villanueva de Valdueza y de su esposa Elvira Ponce de León, de quien tuvo 13 hijos.  
Continuó el linaje su hijo Juan Tomás Enríquez de Cabrera y Álvarez de Toledo.
Fue el último mayordomo mayor del rey Felipe IV y más tarde sería caballerizo mayor de su hijo.